# OTs-14突击步枪
OTs-14 Groza（直译：「風暴」；又作OC-14）是俄罗斯開發的无托突击步枪，發射9×39毫米亚音速弹药。該枪开发于1990年代前期，由俄罗斯图拉市的中央运动与捕猎用枪设计局（俄语：ЦКИБ СОО）设计，图拉兵工厂负责生产。

## 历史
OTs-14研制计划开展于1992年12月，主设计师分别是GP-25下挂式榴弹发射器设计者维列里·捷列什和尤里·列别捷夫。研发团队以成熟的AKS-74U卡宾枪为起点，设计出一款结合了各种近身距離作戰枪械特点的新武器。在经历将近1年的测试后，OTs-14在1994年初得以投产，并在同年4月在莫斯科举行的武器展销会中亮相。沒多久，OTs-14赢得了俄联邦内务部队（МВД）和格魯烏旗下的特种部队（Спецназ）的青睐。除了这两支部队以外，一些伞兵部队和工兵等前线特殊战斗单位也少量装备了这种武器。OTs-14设计初期有5.45×39毫米、5.56×45毫米、7.62×39毫米和9×39毫米4种口径，但为满足内务部队在车臣战争中队的近战武器需求，早期只生产了9×39毫米的型号，即“闪电-4”型。后来也生产了7.62×39毫米的“闪电-1”型，以满足其他部队的需要。

## 设计
OTs-14设计基于AKS-74U卡宾枪，因而继承其長行程活塞導氣工作原理和转拴式枪机闭锁系统，以及气冷枪管及弹匣供弹等特性。正因如此，OTs-14与AKS-74U有75%的部件是可以互换的，前者的主要零件也是从AKS-74U改良所得，并有所简化，以降低生产成本。由于采取了模块化设计，任何一种“闪电-4”型号都能通过更换零件变成另一种版本，以适应不同任务的需要。OTs-14采用了犢牛式設計，提高了便携性并使枪重量平衡，易于单手握持并可以像手枪一样单手射击。然而由於OTs-14的主要部件都是從AKS-74U搬過來，故操作部件並沒有作出重大改進。主要問題是AK式的拉機柄和射擊選擇桿在犢牛式佈局下的位置顯得非常不符合人體工學，而且像大部份舊型犢牛式武器一樣因拋殼問題而無法以左手持槍。
OTs-14使用與AK相同的闭鎖式枪栓以及射擊選擇桿，可選擇半自動或全自動射擊模式。全新設計的机械瞄具整合在機匣上方新增的提把上，照门位置可调，以便瞄准射击50—200米范围目标。PSO-1光學瞄準鏡可以安装在提把上方的对应位置。此外，OTs-14亦可安装夜视仪，以加强夜间作战能力。

### 配件
OTs-14与其專用配件可以装在专用的铝制运输箱里，以应对多种不同的战术状况。运输箱包含2组不同的握把和扳机组件，分别用于安装及卸下GP-25／30榴弹发射器。安装榴弹发射器后，使用对应的握把与扳机组件，便可通过一个在握把靠近扳机位置左侧的选择开关控制扳机当前操纵的是步枪还是发射器，也就是能实现一个扳机对应两种武器火力。运输箱里还包括了消声器和可快速更换的短枪管，以满足射手对滅音射擊或枪身极致紧凑的需求。

## 衍生型
- “闪电-4”（"Гроза-4"，Groza-4）：使用9×39毫米弹药及20发弹匣。
  - OTs-14-4A：下挂可拆卸榴弹发射器的标准型。
  - OTs-14-4A-01：安装了可拆卸式小握把，不带榴弹发射器。
  - OTs-14-4A-02：短枪管型。
  - OTs-14-4A-03：带消声器和光学瞄准镜。
- “闪电-1”（"Гроза-1"，Groza-1；又名ТКБ-0239）：使用7.62×39毫米弹药和AKM的30发弹匣。[3]

## 使用國
- - 喬治亞內務部
- 俄羅斯
  - 俄羅斯聯邦武裝力量工兵單位
  - 俄羅斯聯邦内務部
  - 俄羅斯聯邦安全局
  - 俄羅斯聯邦國家近衛軍

## 流行文化

### 電子遊戲
- 2007年—：型號為OTs-14-4A，命名為「Tunder S14」。奇怪地在第一人稱視角的武器模組採用鏡像佈局（拉機柄、拋殼口及射擊選擇桿都在左邊）。
- 2007年—《戰地之王》：型號為OTs-14-4A-03。
- 2007年—：型號為OTs-14-4A-01，命名為“Groza”。奇怪地在兩側都設有抛殼口而且具無彈後定，重新裝填時插入彈匣後槍栓還會自動覆進。
- 2008年—：型號為OTs-14-4A，奇怪地在第一人稱視角的武器模組採用鏡像佈局（拉機柄、拋殼口及射擊選擇桿都在左邊）。
- 2013年—《4》：型號為OTs-14-1A-03和OTs-14-4A-03，兩者皆為「武器包」中新增武器：
  - OTs-14-1A-03命名為「GROZA-1」，載彈量30+1發，被歸類為卡賓槍，可由所有兵種使用。
  - OTs-14-4A-03命名為「GROZA-4」，載彈量20+1發，被歸類為個人防衛武器，可由工程兵所使用。
- 2016年—《少女前線》：2016年夏季活動登場，被萌擬人化的少女戰術人形。
- 2017年—《絕地求生》：型號為OTs-14-1A，命名為「Groza」，作為只能夠在空投補給獲得的武器及全自動步槍出現，裝彈量為30發（擴容後為40發），可配備：步槍消音器、延長槍管、所有突擊步槍彈匣、紅點瞄準鏡、全息瞄準鏡、6倍及以下瞄準鏡。
- 2020年—《決勝時刻：黑色行動冷戰》：第一季新增武器。命名為「Groza」，有著虛構的外觀並奇怪地出現在1980年代。
- 2021年—《極地戰嚎6》：命名為「BP-RUC」，預設使用AK式的7.62×39mm 30發彈匣；此外也有命名為「BP衝鋒槍」的閃電-4短槍管型，模組為20發彈匣卻奇怪的有30發子彈。
- 2022年- 《暗區突圍》：命名為 Groza ,勢力武器
- 2023年—《少女前线2：追放》：命名為「閃電」，被萌擬人化的少女戰術人形。
- 2024年—《浩劫殺陣2：車諾比之心》：型號為OTs-14-4A，游戲裏命名為「Grom S-15」。

### 生存遊戲用槍
- 2013年—《Hephaestus》生存遊戲氣槍(GBBR)，由「Hephaestus」發售。使用「GHK道勳國際」的AKS74U修改製作，製作型號為「閃電-4」型，並命名為HTs-14。最初限量400把，於2017年再版。最初販售的400把附上的彈匣為GHK製30發5.45x39mm版型塑料彈匣，2017年版所附上的彈匣則改為Hephaestus於2015年開始自行生產販售的仿真20發9x39mm版型鐵殻彈匣。

- - 可使用GHK生產的30發5.45x39mm版型塑料彈匣及7.62x39mm版型鐵殼彈匣。另可用Hephaestus特別生產的20發9x39mm版型鐵殻彈匣以及兩款不同版本的45發5.45x39mm版型塑料彈匣。(如果在2017再版版本使用7.62x39mm造型鐵匣會卡到板機握把可以靠更換握把解決）